# Rhinolophus inops
Rhinolophus inops är en fladdermusart som beskrevs av K. Andersen 1905. Rhinolophus inops ingår i släktet Rhinolophus och familjen hästskonäsor. IUCN kategoriserar arten globalt som livskraftig. Inga underarter finns listade i Catalogue of Life.

## Utseende
Arten blir 76 till 93 mm lång och den har 49 till 57 mm långa underarmar. Vikten varierar mellan 11 och 18 g. Fladdermusens päls är allmänt mörkbrun. Den kan ha en rödaktig skugga på ovansidan och undersidan är ofta ljusare. Hudflikarna kring näsan (bladen) är lika utformade som hos andra arter av samma familj med en huvuddel som liknar en hästsko. Öronen är 22 till 28 mm långa och saknar en tragus.

## Utbredning och habitat
Denna fladdermus förekommer med flera från varandra skilda populationer på Filippinerna men saknas på Palawan. Den lever i låglandet och i bergstrakter upp till 2250 meter över havet. Rhinolophus inops föredrar ursprungliga skogar och den besöker ibland andra skogar och trädodlingar.

## Ekologi
Individerna vilar på dagen i grottor, i trädens håligheter eller i den täta växtligheten. Allmänt antas att levnadssättet är lika som hos andra hästskonäsor.